# Southend United F.C.
Southend United Football Club – angielski klub piłkarski z miasta Southend-on-Sea, leżącego 65 km na wschód od Londynu. Zespół występuje w National League. Największymi sukcesami klubu są mistrzostwo Football League One w sezonie 2005/2006 oraz awans do ćwierćfinału Pucharu Ligi Angielskiej w sezonie 2006/2007 (po pokonaniu Manchesteru United w 4. rundzie tych rozgrywek). W ćwierćfinale Southend United spotkał się z Tottenhamem Hostpur; na White Hart Lane zwyciężyli gospodarze wygrywając po dogrywce 1:0. 
Najwyższą pozycją osiągniętą w rozgrywkach ligowych jest 12. miejsce w rozgrywkach dawnej Division Two. W sezonie tym zespół na krótko (1 stycznia 1992) znajdował się na szczycie tabeli zaplecza późniejszej Premier League. 

## Sukcesy klubu
- Division Two
  - 12 miejsce: 1991/1992
- League One/Football League Third Division
  - Mistrzostwo: 2005/2006
  - Wicemistrzostwo: 1989/1990
- Football League Two/Football League Fourth Division
  - Mistrzostwo: 1980/1981
  - Wicemistrzostwo: 1971/1972, 1977/1978
  - Zwycięstwo w barażach: 2004/2005
- Puchar Ligi
  - Ćwierćfinał: 2006
- Football League Trophy
  - Finał: 2003/2004, 2004/2005
- Southern Football League
  - Mistrzostwo: 1906/1907, 1907/1908
  - Wicemistrzostwo: 1912/1913
- Essex Professional Cup
  - Triumfatorzy: 1950, 1953, 1954, 1955, 1957, 1962, 1965, 1967, 1972, 1973
- Essex Senior Cup
  - Triumfatorzy: 1983, 1991, 1997, 2008
- Essex Thameside Trophy
  - Triumfatorzy: 1990

## Klubowe rekordy
- Najwyższa wygrana w lidze: 10:1 v Golders Green, FA Cup, 1934/1935; 10:1 vs Brentwood, FA Cup, 1968/1969; 10:1 v Aldershot F.C., Football League Trophy, 1990/1991
- Najwyższa porażka w lidze: 1–9 v Brighton & Hove Albion F.C., 1965/66
- Najwyższa frekwencja (Wszystkie rozgrywki): 31 033 v Liverpool F.C., FA Cup, 10 stycznia 1979
- Najwyższa frekwencja (Rozgrywki ligowe): 21 020 v Leyton Orient F.C., Football League Third Division South, 9 września 1955
- Najniższa frekwencja (Wszystkie rozgrywki): 945 v Cambridge United F.C., Associate Members Cup, 16 grudnia 1986
- Najwyższa średnia frekwencja w sezonie: 12 089 1949/1950 Football League Third Division South - Southend Stadium
- Najniższa średnia frekwencja w sezonie: 2103 1984/1985 Football League Fourth Division - Roots Hall
- Najwięcej występów (Wszystkie rozgrywki): Alan Moody (506 - 1972–1984)
- Najwięcej występów (Rozgrywki ligowe): Sandy Anderson (452 - 1950–1962)
- Najwięcej występów (FA Cup): Alan Moody (32 - 1972–1984)
- Najwięcej występów (Puchar Ligi): David Martin (25 - 1986–1993)
- Najwięcej występów (Inne Puchary): Kevin Maher (26 - 1998–2008)
- Najwięcej goli (Wszystkie rozgrywki): Roy Hollis (135 - 1954–1960)
- Najwięcej goli (Rozgrywki ligowe): Roy Hollis (120 - 1954–1960)
- Najwięcej goli (FA Cup): Roy Hollis (15 - 1954–1960) i Billy Best (15 - 1968–1973)
- Najwięcej goli (Puchar Ligi): Sammy McMillan (15 - 1967–1969) i David Martin (15 - 1986–1993)
- Najwięcej goli (Inne Puchary): Brett Angell (10 - 1990–1994)
- Najwyższy transfer: Stan Collymore (2,0-2,75 mln funtów do Nottingham Forest, 5 lipca 1993)